# Circuit bending
Con circuit bending si indica la pratica di modificare in maniera creativa, attraverso semplici cortocircuiti, dispositivi e apparecchi elettronici a bassa tensione o strumenti elettronici alimentati a pile. L'intento è quello di estrapolare da essi suoni inediti e creare nuovi strumenti musicali e bizzarri generatori di suono.
Generalmente viene associato alla musica elettronica sperimentale, al noise e a musicisti alla ricerca di nuovi suoni e di nuove strumentazioni "aleatorie". I suoni generati da tali apparecchiature sono, infatti, per lo più casuali, caotici o comunque non canonicamente 
collegabili all'idea di suono emesso da uno strumento musicale.

## Storia
Una prima applicazione di questa pratica viene riferita a Reed Ghazala che negli anni 1960 scoprì che il circuito di un giocattolo a transistor venuto casualmente a contatto con oggetti metallici, produceva strani e nuovi suoni. Da quella prima casuale sperimentazione Reed Ghazala ha prodotto vari strumenti musicali innovativi ricavandone una vera e propria filosofia di vita. Nella sua opera Circuit-Bending: Build Your Own Alien Instruments è considerato un ottimo strumento d'ingresso di tale pratica; ovviamente l'esperienza di Ghazala non esclude che altri musicisti ed ingegneri abbiano in precedenza usato simili metodi per scoprire nuove sonorità.
Il più famoso tra i vari strumenti così generati è lo Speak&Spell della Texas Instruments, commercializzato in italia come Grillo Parlante dalla Clementoni.

## Descrizione
Seguendo la filosofia del circuit bending, le modifiche si effettuano togliendo la scocca protettiva all'apparecchio che s'intende modificare (di solito, ameno che il circuito non venga collocato in un altro alloggio, tale scocca verrà a sua volta modificata, ridipinta o manomessa). Agendo generalmente in maniera casuale e procedendo 'per tentativi', si sperimentano dei cortocircuiti, collegando i componenti elettrici con uno speciale strumento detto connettore a coccodrillo che, molto usato in elettronica per i collegamenti temporanei, consiste in un filo elettrico a cui sono state saldate, agli estremi, due pinzette. A questo stadio della sperimentazione il risultato è quello d'ottenere suoni e rumori che stravolgono quelli originariamente programmati per l'apparecchio.
Uno stadio successivo del processo prevede l'implementazione hardware dell'apparecchio con la costruzione di veri e propri circuiti paralleli all'originario. Se le modifiche iniziali apportate allo strumento non prevedono necessarie conoscenze tecniche, questo secondo stadio dell'elaborazione necessita di competenze nel campo dell'elettronica analogica e digitale. Grossolanamente si può affermare che grazie all'opportuna connessione di potenziometri, interruttori, resistenze, condensatori si può ottenere un effetto meno casuale del processo di manipolazione dello strumento. La tecnica può spingersi fino alla trasformazione completa dello strumento che, ad esempio, può manipolare semplici tastiere giocattolo come la Casio SK-1 o la Casio VL-1 trasformandole in un vero e proprio sintetizzatore musicale.
Di recente, oltre alle applicazioni musicali, vari artisti stanno sperimentando il circuit bending con apparecchi video come fotocamere, TV, webcam, mixer video, ecc.